# سيراف فريسيل
سيراف فريسيل (20 أغسطس 1840-1915) طبيبة وكاتبة طبية أمريكية متخصصة في أمراض النساء والأطفال. كانت أول امرأة من ماساتشوستس الغربية تُقبل في جمعية طبية في المنطقة، ورابع امرأة تُقبل عضوة في جمعية ماساتشوستس الطبية. بدا قبول النساء في الجمعيات الطبية في ماساتشوستس في عام 1884، لكن الجمعية الطبية لمنطقة بيركشاير جعلت فريسيل عضوة فخرية في عام 1877، وحضرت اجتماعاتها الشهرية، وتلقت الإشعارات كأي عضو عادي.

## النشأة والتعليم

### الميلاد والنسب
ولدت سيراف فريسيل في بيرو في ماساتشوستس، في 20 أغسطس 1840، وهي ابنة أوغسطس قيصر ولورا ماك (إيمونز) فريسيل، وأجدادها هم توماس وهانا (فيليبس) فريسيل؛ وإيكابود ومايندويل (ماك) إيمونز. خدم كل من والدها وأبيه قادةً في ميليشيا الولاية. كان جدها الأكبر ويليام فريسيل ضابطًا مكلفًا في الحرب الثورية، ومستوطنًا رائدًا في ماساتشوستس الغربية. كان والد والدتها، الرائد إيكابود إيمونز، أحد أقارب الدكتور ناثنايل إيمونز، ومن أوائل المستوطنين في هينسديل في ماساتشوستس. كان جدها العقيد ديفيد ماك المستوطن الثاني الذي طهر بلدة ميدلفيلد بولاية ماساتشوستس، التي كانت برية آنذاك، إذ ذهب إلى تلك المنطقة في عام 1775، وكان أحد مؤسسي المدينة. جُنّد من هيبرون في كونيكتيكت في الحرب الثورية، لكنه لم يخدم فعليًا، إذ وصل بعد فوات الأوان للمشاركة في معركة ساراتوجا. كان نقيبًا في القوات المشاركة في قمع تمرد شايز، وأصبح بعد ذلك عقيدًا في الفوج.

## الطفولة
قضت فريسبل السنوات الإحدى عشرة الأولى من حياتها على مقربة من جبل سادلباك. كانت هادئة وخجولة في طفولتها، ولم تختلط بحرية مع زملائها في المدرسة، وكان لديها احترام عميق للأمور الدينية. توفي والد فريسيل عندما كانت في الحادية عشرة من عمرها، تاركًا المسؤولية المالية للعائلة المكونة من ستة أطفال على عاتق والدتها، وكانت سيراف الطفلة الثالثة.
أُرسلت فريسيل في سن الثانية عشرة للعيش مع عمتها لمدة عام في غرب نيويورك، وخلال هذه الفترة سخرت بأنها تفضل كسب لقمة عيشها، إن أمكن، بدلًا من الاعتماد على أقاربها. عادت إلى موطنها وكرست سنة ونصف بعد عودتها للحياة المدرسية ومساعدة أحد الجيران في الأعمال المنزلية، وبالتالي كسب الملابس اللازمة. ومع بلوغها الخامسة عشرة من عمرها، قررت أختها الكبرى أن تبحث عن عمل في مصنع للصوف، ورافقتها سيراف.

## التعليم
قسمت السنوات الست اللاحقة بين حياتها في العمل في المصنع والحياة المدرسية. كسبت خلال تلك السنوات لقمة عيشها، وساهمت بمبالغ معينة في الجانب الخيري والتبشيري، ووفرت ما يكفي لتغطية نفقات عام واحد في كلية ماونت هوليوك. التحقت بالمدرسة اللاهوتية في خريف عام 1861، وبقيت لمدة عام، وعملت بعدها في التدريس لمدة عام أيضًا، وعام آخر في المدرسة ذاتها. أكملت أربع سنوات من التدريس، ثم استأنفت دراستها في خريف عام 1868، وتخرجت في يوليو 1869، بعد أن أكملت دورة الأربع سنوات في ثلاث سنوات، ودرّست في هذه الأثناء لمدة خمس سنوات.
تلقت فريسيل في عام 1867 مهمة تبشيرية إلى سيلان من مجلس البعثات الأمريكية، ولكن احترامًا لرغبة والدتها، لم تشرع في المهمة. أمضت السنوات الثلاث اللاحقة في التدريس، وفكرت في مسألة دراسة الطب خلال تلك الفترة. بدأت دراسة الطب عام 1872 في القسم الطبي بجامعة ميشيغان. حصلت على شهادتها من قسم الطب والجراحة بجامعة ميشيغان في 24 مارس 1875، بعد أن مارست عملها في المستشفيات في ديترويت وإيبسيلانتي وبوسطن.